# Taldou
Taldou (tiếng tiếng Thổ Nhĩ Kỳ: Teldu, tiếng Ả Rập: تلدو, đã Latinh hoá: Talldū, cũng đánh vần Tall Daww, Taldo, Tall Dhu hoặc Taldao) là một thị trấn thuộc vùng Houla thuộc miền bắc Syria, phía bắc Homs thuộc tỉnh Homs. Các thị trấn gần đó bao gồm Burj al-Qa'i ở phía đông, Tallaf ở phía đông bắc, Kafr Laha và Tell Dahab ở phía bắc, Qarmas và Maryamin ở phía tây bắc, al-Taybah al-Gharbiyah và al-Shinyah ở phía tây, Kabu phía tây nam, Sharqliyya ở phía nam và Ghur Gharbiyah ở phía đông nam. Năm 2004, nó có dân số 15.727 theo Cục Thống kê Trung ương Syria. Cư dân của nó chủ yếu là Turkmen người Hồi giáo Sunni người nói Thổ Nhĩ Kỳ một ngôn ngữ đầu tiên của họ.
Vào ngày 2012-05-28, cùng với ngôi làng lân cận al-Shumariyeh, Taldou là nơi xảy ra vụ thảm sát Houla, trong đó 108 thường dân, bao gồm 49 trẻ em và 32 phụ nữ, đã bị giết, được cho là do pháo kích của quân đội Syria tấn công và tấn công mặt đất. chính phủ dân quân Shabeeha. Kể từ ngày 21 tháng 6 năm 2012, các lực lượng chính phủ đã được điều khiển từ trung tâm thị trấn và được chuyển xuống các vị trí ở ngoại vi thị trấn. Vào ngày 15 tháng 5 năm 2018, lực lượng Syria đã chiếm lại thị trấn.